# قائمة أكبر الشركات في قطر
تسرد هذه المقالة أكبر الشركات في قطر من حيث إيراداتها وصافي ربحها ومجموع أصولها وفقًا لمجلتي الأعمال الأمريكية مجلة فوربس ومجلة فورتشن.

## قائمةفوربسلسنة 2020
تستند هذه القائمة على منشور فوربس 2000 العالمي الذي صنف 2,000 من أكبر الشركات في العالم التي طرحت للتداول العام. تأخذ قائمة فوربس في الاعتبار العديد من العوامل، بما فيها: الإيرادات وصافي الربح وإجمالي الأصول والقيمة السوقية لكل شركة؛ يُعطى كل عامل مرتبة مرجحة من حيث الأهمية عند النظر في الترتيب العام.
| الترتيب | ترتيب فوربس 2000 | الاسم                | المركز الرئيس | الإيرادات (بمليارات الدولارات الأمريكية) | الأرباح (بمليارات الدولارات الأمريكية) | الممتلكات (بمليارات الدولارات الأمريكية) | القيمة (بمليارات الدولارات الأمريكية) | قطاع الصناعة |
| ------- | ---------------- | -------------------- | ------------- | ---------------------------------------- | -------------------------------------- | ---------------------------------------- | ------------------------------------- | ------------ |
| 1       | 190              | بنك قطر الوطني       | قطر           | 15.9                                     | 3.9                                    | 264.9                                    | 73.4                                  | البنوك       |
| 2       | 973              | مصرف قطر الإسلامي    | قطر           | 1.5                                      | 0.7835                                 | 45.6                                     | 10.1                                  | البنوك       |
| 3       | 1258             | مصرف الريان          | قطر           | 1                                        | 0.5991                                 | 30                                       | 7.9                                   | البنوك       |
| 4       | 1337             | أوريدو               | قطر           | 8.2                                      | 0.4737                                 | 24.2                                     | 5.6                                   | الإتصالات    |
| 5       | 1575             | البنك التجاري القطري | قطر           | 2.3                                      | 0.4812                                 | 40.2                                     | 4.4                                   | بنوك         |
| 6       | 1579             | صناعات قطر           | قطر           | 1.4                                      | 0.5779                                 | 9.2                                      | 11.7                                  | الصناعة      |